# آام‌ایکس-۱۳
آاِم‌ایکس-۱۳ تانک سبک فرانسوی است که از سال ۱۹۵۳ تا ۱۹۸۵ تولید می‌شد. این خودرو زره‌پوش علاوه بر آن‌که در ارتش فرانسه به‌طور گسترده مورد استفاده قرار می‌گرفت به دست‌کم ۲۵ کشور دیگر دنیا نیز صادر شد و از محبوب‌ترین و رایج‌ترین تانک‌های سبک دوران جنگ سرد محسوب می‌شد. عدد ۱۳ در نام این زره‌پوش به وزن نمونهٔ اولیه آن اشاره دارد.
خودروهای زره‌پوش دیگری از جمله نفربر، توپ خودکششی، ضدهوایی خودکششی، شکارچی تانک، و خودروهای تعمیر و بازیابی و مهندسی رزمی هم بر اساس شاسی آام‌ایکس-۱۳ ساخته شدند. در مجموع حدود ۷۷۰۰ عراده از انواع مختلف زره‌پوش‌های خانواده آام‌ایکس-۱۳ ساخته شدند که ۳۴۰۰ عراده آن به کشورهای دیگر صادر شد.
ویژگی غیرعادی این تانک برجک نوسانی و دوقسمتی آن بود که به ندرت در زره‌پوش‌های دیگر دیده شده‌است. این برجک از گلوله‌گذار اتوماتیک برای مسلح‌سازی توپ اصلی تانک استفاده می‌کرد و در نتیجه خدمه تانک به سه نفر کاهش یافته بود. سلاح اصلی مدل‌های اولیه آام‌ایکس-۱۳ یک قبضه توپ ۷۵ میلی‌متری بود. از سال ۱۹۶۴ این تانک با توپ ۹۰ میلی‌متری ساخته می‌شد و در برخی انواع صادراتی از برجکی جدید با توپ ۱۰۵ م‌م هم استفاده می‌شد. در اوایل دهه ۱۹۷۰ تمام آام‌ایکس-۱۳های فرانسوی به توپ ۹۰ م‌م مجهز بودند. ۳۴ عدد گلوله برای این توپ در داخل تانک حمل می‌شد که ۱۲ تای آن در دو خشاب در حالت آماده شلیک قرار داشت و بقیه در داخل برجک قرار داشت. آام‌ایکس-۱۳ از سه بخش تشکیل شده؛ موتور و راننده که در قسمت جلو قرار گرفته‌اند و برجک که در قسمت عقب تانک واقع شده‌است. این تانک سبک بنا به سفارش مشتری با موتور دیزلی یا موتور بنزینی ساخته می‌شد. برد عملیاتی آن با موتور دیزلی حدود ۵۵۰ تا ۶۰۰ کیلومتر و با موتور بنزینی حدود ۳۵۰ تا ۴۰۰ کیلومتر بود.
آام‌ایکس-۱۳ در دهه ۱۹۸۰ از خدمت نظامی در ارتش فرانسه خارج شده و زره‌پوش‌های چرخ‌دار آام‌ایکس-۱۰ آرسی و ئی‌سی‌آر ساگای جای آن را گرفته‌اند اما در برخی از کشورهای دیگر همچنان از آن استفاده می‌شود.

## کاربران

### کنونی
- آرژانتین - ۲۴ عراده از مدل MK F3؛ توپ خودکششی ۱۵۵ م‌م
- کامبوج - ۱۲ عراده
- ساحل عاج - ۵ عراده
- جیبوتی - ۶۰ عراده
- اکوادور - ۱۰۲ عراده
- اندونزی - ۵۰۰ عراده
- کویت - ?
- مکزیک - ۴۰۹ عراده از مدل AMX-VCI (نفربر)
- نپال - ?
- پرو - ۲۱۰ عراده
- جمهوری دموکراتیک عربی صحرا - ۴ عراده در جریان جنگ‌های صحرای غربی از نیروهای مراکشی به غنیمت گرفته شد.[۲]
- سنگاپور - ۳۵۰ عراده از مدل AMX-13/SM1 (تانک‌های دست دوم اسرائیلی با بهینه‌سازی گسترده - در حال خروج از خدمت)
- تونس - ?
- ونزوئلا - ۳۶ عراده از مدل AMX-13C.90

### سابق
- الجزایر - ?
- اتریش - ?

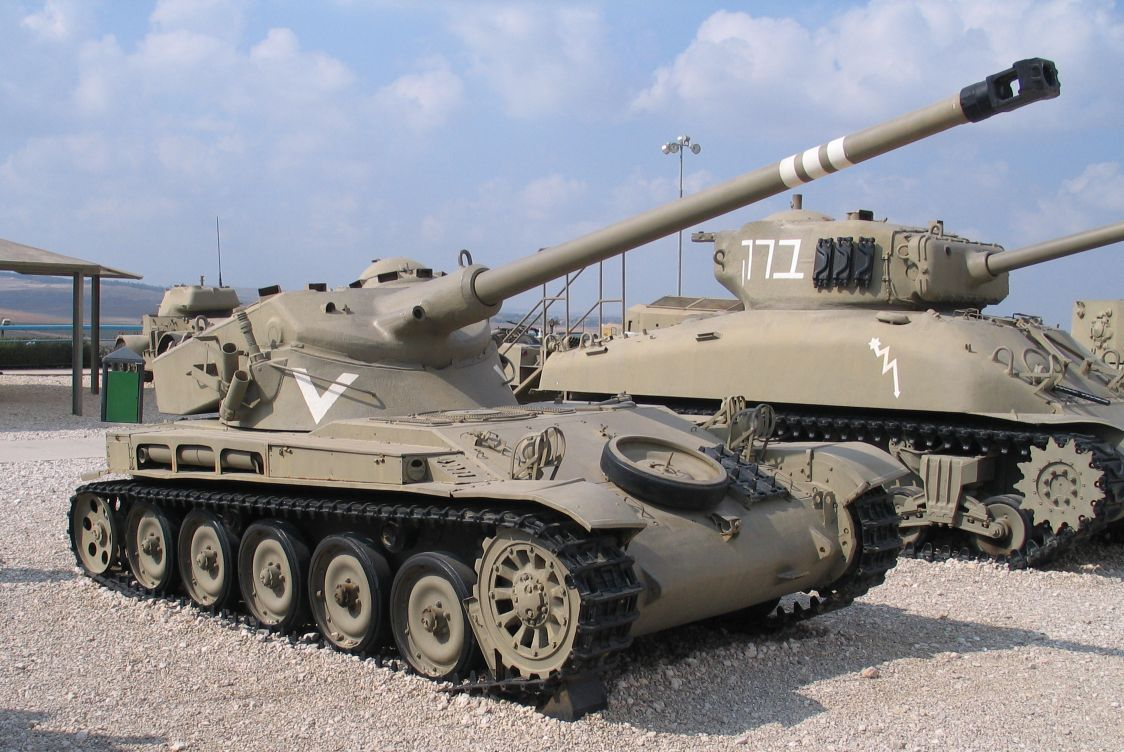
آام‌ایکس-۱۳ اسرائیلی با توپ ۱۰۵ م‌م

- آرژانتین - ۶۰ عراده AMX-13/105 FL-12 در انبار
- بلژیک - ?
- شیلی - 12 AMX Mk F3 توپ خودکششی ۱۵۵ م‌م
- جمهوری دومینیکن - ۱۵ عراده
- مصر - ?
- السالوادور - ۱۲ عراده سفارش داد اما مشخص نیست تحویل شده باشد.
- فرانسه - در دهه ۱۹۷۰ از خدمت خارج شد.
- گواتمالا - ۱۲ عراده
- هند - در جنگ با پاکستان در سال ۱۹۶۵ مورد استفاده قرار گرفت.
- اسرائیل - در جنگ شش‌روزه ۱۹۶۷ استفاده شد. در سال ۱۹۶۹ از خدمت خارج شده و به سنگاپور فروخته شد.
- لبنان - ۳۵ عراده در سال ۱۹۷۶ در اختیار ارتش لبنان بود و در جریان جنگ داخلی لبنان به دست گروه‌های مختلف شبه‌نظامی افتاد.
- مراکش -با تانک سبک اتریشی SK-105 Kurassier جایگزین شد.
- هلند - ۱۳۱ عراده
- سوئیس - ۲۰۰ عراده بین سال‌های ۱۹۵۲ تا ۱۹۵۴ خریداری شد. تا سال ۱۹۶۱ در گردان‌های تانک سبک و پس از آن تا دهه ۱۹۸۰ در گردان‌های شناسایی به عنوان خودرو زره‌پوش شناسایی استفاده می‌شد. چهار عراده از مدل هویتزر خودکششی هم برای آزمایش خریداری شد اما وارد خدمت رسمی نشد.[۳]